# Actia diffidens
Actia diffidens är en tvåvingeart som beskrevs av Charles Howard Curran 1933. Actia diffidens ingår i släktet Actia och familjen parasitflugor. Inga underarter finns listade i Catalogue of Life.